# Сосногорская ТЭЦ
Сосногорская ТЭЦ — газовая электростанция (теплоэлектроцентраль) в городе Сосногорск Республики Коми, входящая в состав филиала «Коми» ПАО «Т Плюс».
Поставляет электрическую энергию и мощность на оптовый рынок электрической энергии и мощности. Является основным источником тепловой энергии для системы централизованного теплоснабжения города. Установленная электрическая мощность — 377 МВт, тепловая — 313 Гкал/час.
Адрес: Республика Коми, г. Сосногорск, ул. Энергетиков, 4.

## История
Строительство станции началось в 1955 году. Новая электростанция должна была заменить Ухтинскую ТЭС, возможности расширения которой были исчерпаны.
Ввод в эксплуатацию Ижемской ТЭС состоялся 26 марта 1960 года. Позже станция называлась Ухтинской ТЭЦ-2 (по названию района, в состав которого в то время входил Сосногорск), а современное название станция получила после образования Сосногорского района в 1979 году.
Изначально, несмотря на расположение в активно развивающемся нефтегазовом районе, станция была спроектирована на сжигание углей Интинского месторождения Печорского угольного бассейна. При этом в качестве топлива для розжига применялся природный газ, подведённый по временному газопроводу. Перевод станции на сжигание газа в качестве основного топлива начался в 1966 году.
В дальнейшем электростанция расширялась и к концу 1976 года достигла проектной мощности 420 МВт, став базовой, системообразующей электростанцией Комиэнерго. В 1980 году ТЭЦ начала централизованно снабжать теплом город.
На береговой насосной станции ТЭЦ впервые в СССР были применены рыбозащитные устройства.
В ходе реформы РАО ЕЭС России Сосногорская ТЭЦ вошла в состав ТГК-9, позднее (в 2014 году) реорганизованной в ПАО «Т Плюс».

## Современное состояние
Сосногорская ТЭЦ работает в составе энергосистемы Республики Коми, входящей в состав объединенной энергосистемы Северо-Запада и осуществляющей централизованное электроснабжение потребителей на территории республики и части Ненецкого автономного округа. Установленная электрическая мощность Сосногорской ТЭЦ на начало 2016 года — 377 МВт или 15 % от установленной мощности электростанций республики. Выработка в 2015 г. — 1620,1 млн кВт⋅ч, из которых 90 % — по конденсационному циклу, коэффициент использования установленной мощности — 49 %. Основными потребителями электроэнергии в Ухтинском энергорайоне являются предприятия нефте- и газодобычи, нефте- и газотранспорта, горнорудная промышленность.
На ТЭЦ установлено следующее основное оборудование:
- турбогенераторы:
  - № 3, 4, 5 типа К-50-90-4, единичной мощностью 55 МВт, введенные в эксплуатацию в 1969—1971 г.;
  - № 6 типа Т-42/50-90-4, 42 МВт, 1973 года;
  - № 7 типа ПТ-60-90/13, 60 МВт, 1974 года;
  - № 8 типа К-100-90-7, 110 МВт, 1976 года;
- восемь котлов ТГМ-151Б единичной паропроизводительностью 220 т/ч, введённые в эксплуатацию в 1969—1977 гг.

В качестве основного топлива используется природный газ, резервного — мазут. Помимо магистрального природного газа на Сосногорской ТЭЦ также сжигается попутный газ Тэбукских месторождений. Водозабор осуществляется из реки Ижма, на левом берегу которой расположена ТЭЦ.
Сосногорская ТЭЦ работает в режиме комбинированной выработки электрической и тепловой энергии. Установленная тепловая мощность — 313 Гкал/ч, присоединенная нагрузка — 131,3 Гкал/ч. Крупным потребителем тепловой энергии от Сосногорской ТЭЦ является Сосногорский газоперерабатывающий завод Газпрома.